# Eurovisie

logo

Eurovisie (internationaal Eurovision) is het internationale televisienetwerk van de Europese Radio-unie (European Broadcasting Union, EBU). Het werd opgericht op 8 juni 1954 in Genève met als voornaamste doel het uitwisselen van nieuws en amusementsprogramma's. Uitzendingen van Eurovisie zijn te herkennen aan het Eurovisie-logo en de prelude van het Te Deum van Marc-Antoine Charpentier (in de volksmond daarom ook wel bekend als de Eurovisiemars).
De bekendste activiteit onder de vlag van Eurovisie is het jaarlijkse Eurovisiesongfestival. Daarnaast zijn het Nieuwjaarsconcert van de Wiener Philharmoniker, het Junior Eurovisiesongfestival en (voorheen) het Spel zonder Grenzen min of meer bekende Eurovisie-uitzendingen.
Minder zichtbare activiteiten zijn bijvoorbeeld het uitwisselen van nieuwsbeelden tussen de aangesloten omroeporganisaties en het gezamenlijk inkopen van uitzendrechten voor internationale sportevenementen.